# Martin Abendroth
Martin Abendroth (* 4. Oktober 1883 in Berlin; † 14. Dezember 1977 in Neuenhagen bei Berlin) war ein deutscher Opernsänger (Bassbariton) und Gesangspädagoge.

## Leben
Abendroth wurde in Berlin ausgebildet. 1906 debütierte er am Stadttheater Königsberg. Danach war er am Stadttheater von Krefeld, am Opernhaus von Breslau, am Staatstheater Wiesbaden und ab 1925 an der Berliner Staatsoper. Zumeist sang er kleinere Rollen, wurde aber auch in großen, tragenden Rollen besetzt. 1925 nahm er an der Uraufführung von Alban Bergs Wozzeck teil.
Von 1927 bis 1931 war er auch Mitglied der Berliner Krolloper, wo er u. a. in der Premiere von Strawinskys Oedipus Rex mitwirkte. Zur Eröffnung des Hauses am 19. November 1927 kreierte er den Rocco im Fidelio. 1929 nahm er an den Zoppoter Festspielen teil.
In Berlin war er lange Jahre, auch als Gesangspädagoge, beschäftigt.
Zudem trat er als Konzert- und Liedersänger auf. Verheiratet war mit der Sopranistin Marianne Keiler, die in Mannheim, Breslau und Wuppertal tätig war.

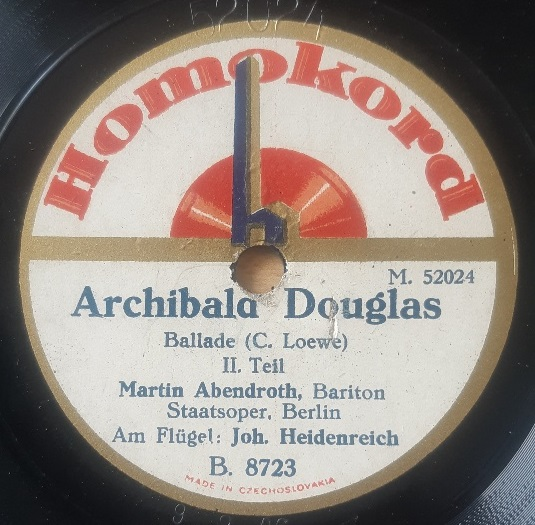
Schallplatte von Martin Abendroth (Berlin 1926)

Er besang Schallplatten der Marke Grammophon (Berlin 1925, ein Titel und 1929, Kurzoper "Der Barbier von Sevilla"). Homocord (Berlin 1926–28) und Electrola (Livemitschnitt vom Finale 2. Akt "Aida" aus der Staatsoper Berlin 1928).

## Tondokumente
Aus der Mediathek der Sächsischen Landesbibliothek – Staats- und Universitätsbibliothek Dresden.
- Grammophon 72961 / B 25051
(Matr. Nr. 759 az) "Maskenball" : Ach mit der Gattin nächtlich zu schwärmen (Verdi)
Frida Leider, Heinrich Schlusnus, Otto Helgers und Martin Abendroth. Aufgen. Berlin, ca. Februar 1925.[1]
- Homocord 4-8727
(Matr. Nr. M 52021-1) Die Uhr. Ballade (Carl Loewe)
(Matr. Nr. M 52022-1) Tom der Reimer. Ballade (Carl Loewe)

Martin Abendroth, Bariton, Staatsoper, Berlin. Am Flügel: Joh. Heidenreich. Aufgen. Berlin, 13. August 1926.
- Homocord 4-8756
(Matr. Nr. M 52097) Odins Meeresritt. Ballade (Carl Loewe)
(Matr. Nr. M 52098) Heinrich der Vogler. Ballade, Op. 56, Nr. 1, Orig. Es-Dur (Carl Loewe)
Martin Abendroth, Bariton. Staatsoper, Berlin. Am Flügel: Dr. Felix Günther. Aufgen. Berlin, ca. Ende September 1926.[3]
- Homocord 4-8885
(Matr. Nr. M 52434) Die Zauberflöte : "In diesen heil'gen Hallen" (W. A. Mozart)
(Matr. Nr. M 52434) Die Zauberflöte : "O Isis und Osiris" (W. A. Mozart)
Martin Abendroth, Baß, von der Staatsoper, Berlin, mit Berliner Sinfonie-Orchester. Dirigent: Dr. Felix Günther. Aufgen. Berlin, ca. Juli–August 1928.[4]